# S.A.-Mann Brand
Pour plus de détails, voir Fiche technique et Distribution.
S.A.-Mann Brand est un film de propagande allemand réalisé par  Franz Seitz senior, sorti en 1933.

## Synopsis
En Allemagne, juste avant l'arrivée d'Hitler au pouvoir, plusieurs SA sont assis ensemble et l'un d'entre eux raconte un rêve dans lequel un SA mort exhorte ses camarades à la fidélité et à l'accomplissement de leur devoir pour une nouvelle Allemagne brune. Plus tard, un groupe de voyous communistes attaque un rassemblement de SA. Une bagarre éclate lorsque les rouges tentent de pénétrer dans leur salle de réunion qui se trouve dans une auberge. L'un des communistes est traîné à l'intérieur jusqu'à l'arrivée de la Schutzpolizei et leur affirme, sous l'indignation des autres, que ce sont les hommes des SA qui ont commencé l'émeute. Entendant cela, le policier qui dirige l'intervention menace alors le patron du bar de fermer prochainement son établissement. Le communiste retenu est emmené par la police pour éviter un lynchage mais à l'extérieur quelques communistes se sont déjà rassemblés dans la rue. Ils prévoient d'attirer dans une embuscade Fritz Brand, un ouvrier qualifié et homme des SA, considéré comme un dangereux agitateur fasciste. La jeune Anni Baumann doit les aider à séduire Fritz Brand mais ce dernier n'est pas dupe de la tentative et tente de la raisonner. Lorsqu'un des communistes soupçonne Anni de vouloir dénoncer ses acolytes à la police, celui-ci tire sur Brand mais ce dernier parvient à se sauver in extremis par une entrée sombre d'un immeuble.
Le père de Brand, un social-démocrate et un vétéran de la Grande Guerre, qui est au chômage, ne s'étonne pas que son fils soit sur la liste des personnes à abattre chez les bolcheviks. Le père et le fils se disputent alors violemment à cause de leurs divergences politiques. De retour dans sa famille, Anni doit elle aussi subir les reproches de ses frères communistes, qui lui reprochent d'avoir prévenu Brand. Son père, grossier et moqueur, la frappe violemment pour la punir. Un peu plus tard, au Café Diana, lieu de rencontre des communistes, un certain Turow fait des avances à Anni, car cet agent soviétique veut l'utiliser pour piéger une nouvelle fois Brand. Turow exige d'elle qu'elle fasse de Brand un informateur communiste. Celui-ci a déjà réussi à enthousiasmer le jeune Erich Lohner, qui vit avec sa mère dans une grande pauvreté, pour l'idée nationale-socialiste. Turow élabore déjà des plans pour pousser Brand au chômage afin de le rendre docile et incite Rolat, un conseiller municipal, à faire pression sur le fabricant Neuberg, l'employeur de Brand pour le licencier. Après une nouvelle et violente dispute politique avec son père, Brand rencontre Anni dans la rue, où elle tient une petite échoppe de cigarettes. Elle lui avoue qu'elle doit le recruter comme informateur pour le compte de Turow et qu'elle ne le fait que pour lui éviter d'être abattu par ses connaissances communistes. Brand accepte alors de faire la connaissance de Turow et de le renseigner sur les intentions des SA. Pour une future action prévue, Turow demande à Brand d'apporter des armes et des munitions et afin de paraître crédible à ses yeux, il fait passer le prix proposé par Turow pour ce service de 300 à 500 Reichsmarck . Pendant ce temps, le jeune Erich Lohner est très heureux de recevoir un cadeau pour son 16e anniversaire, un uniforme des Jeunesses Hitlériennes. Lorsque Brand lui remet en cadeau un portrait du Führer, le fils et la mère sont subjugués. Plus tard, le Reichstag interdit la SA mais dans le bar habituel des SA, la résistance s'organise déjà pour se frotter aux communistes qui s'arment. Pendant ce temps, Turow donne à Brand un aperçu du dépôt d'armes des communistes, ce qui lui fait penser qu'il a gagné la confiance de l'agent soviétique. Or, celui-ci se doute du double jeu de Brand et poursuit ses propres objectifs en lui accordant sa confiance présumée, car il pense que c'est le seul moyen de contrôler Brand.
Brand parvient néanmoins à déjouer les desseins de Turow et avec ses camarades démantèlent de nuit la cache d'armes des communistes. Lors d'un échange de tirs suivi d'explosion, Brand est blessé mais il parvient à s'enfuir avec ses hommes. À la recherche de Fritz Brand, dont elle est peu à peu tombée amoureuse, Anni Baumann se rend chez Mme Lohner. C'est elle qui lui apprend que Brand, blessé par ses propres frères, se trouve gravement blessé à l'hôpital. Mais il est déjà en voie de guérison et reçoit la visite de ses parents inquiets. Erich Lohner participe pour la première fois à la marche de propagande SA qui suit, tandis que sur le bord de la route, de nombreuses personnes sifflent, huent et crient « Assassins », « Tueurs d'ouvriers », et « mort à Hitler ». Plus tard, le jeune Erich est pris en embuscade et abattu dans le dos depuis la fenêtre d'une cave. Il meurt ensuite à l'hôpital après un ultime serment envers Hitler et l'Allemagne. C'est alors que la radio annonce que le président Hindenburg a nommé Adolf Hitler chancelier du Reich. Lors de l'élection suivante, le père de Fritz Brand vote lui aussi pour le NSDAP et Turow est arrêté, tandis que l'industriel Neuberg est mis sous pression pour qu'il réembauche Brand avant de s'enfuir en Suisse. 
Le film se termine avec le chant Horst-Wessel-Lied et des images de parades à travers des villes allemandes.

## Fiche technique
- Titre : S.A.-Mann Brand
- Réalisation : Franz Seitz senior
- Scénario : Joseph Dalman et Joe Stöckel
- Directeur de la photographie : Franz Koch
- Pays d'origine : Troisième Reich
- Format : Noir et blanc - 1,37:1 - Mono
- Genre : drame
- Date de sortie : 1933

## Distribution
- Heinz Klingenberg : Fritz Brand
- Wera Liessem : Anni Baumann
- Rolf Wenkhaus : Erich Lohner
- Hedda Lembach : Margaret Lohner
- Otto Wernicke : Herr Brand